# Tomé Vera Cruz
Tomé Vera Cruz (ur. 1955), polityk, premier Wysp św. Tomasza i Książęcej od 21 kwietnia 2006 do 14 lutego 2008. Lider Ruchu Demokratycznego Siły na rzecz Zmiany-Partii Liberalnej. Obejmując stanowisko premiera pełnił również funkcje ministra informacji i integracji regionalnej.
Z zawodu inżynier, kształcił się w Rumunii. Od 9 sierpnia 2003 do 5 marca 2004 był ministrem zasobów naturalnych.
W wyborach parlamentarnych z 26 marca 2006 jego partia, w koalicji z Partią Demokratyczną, zdobyła większość miejsc w Zgromadzeniu Narodowym. Vera Cruz ogłosił swoją rezygnację z urzędu premiera 7 lutego 2008. 14 lutego 2008 na stanowisku zastąpił go Patrice Trovoada.